# Theroscopus daisetsuzanus
Theroscopus daisetsuzanus är en stekelart som först beskrevs av Tohru Uchida 1930.  Theroscopus daisetsuzanus ingår i släktet Theroscopus och familjen brokparasitsteklar. Inga underarter finns listade i Catalogue of Life.